# Теория неожидаемой полезности
Теория неожидаемой полезности (англ. Nonexpected Utility Theory) — теория, согласно которой вероятности входят нелинейным образом в функцию полезности.
Теория ожидаемой полезности и теория субъективной ожидаемой полезности, несмотря на широту их применения, многократно опровергалась: начиная с 1950-х годов психологи и экономисты обнаруживали всё больше экспериментальных доказательств того, что человеческое поведение не всегда соответствуют многим ключевым аксиомам или прогнозам модели. Наиболее известный пример продемонстрировал французский экономист Морис Алле (парадокс Алле).

## Исследование
С начала 1960-х годов, исследователи обнаружили класс систематических нарушений гипотезы субъективной вероятности. Самый известный пример предложил Даниэль Эллсберг в 1961 году (парадокс Эллсберга). В ответ на эти эмпирические опровержения, исследователи разработали, аксиоматизировали и проанализировали ряд альтернативных моделей предпочтений и убеждений, в большинстве из которых формула ожидаемой полезности была заменена альтернативной формулой, которую люди, как предполагается, максимизировали. Самые ранние из этих моделей, которые предложил Уорд Эдвардс (Ward Edwards) в 1950 году, приняли Даниэль Канеман и Амос Тверски в 1970-х годах как часть своей известной «теории перспектив». С тех пор экономисты разработали и аксиоматизировали модели неожидаемой полезности в предпочтениях риска во избежание этих трудностей, которые согласуются с широким классом нарушений аксиомы независимости типа Алле, и приспособлены для формального анализа и практического применения в экономике и иных сферах. Наиболее заметной из них является модель «Рангозависимая ожидаемая полезность» австралийского экономиста Джона Куиггина.
Исследователи также разработали модели предпочтений по субъективным ожиданиям, которые соответствуют как отклонениям типа Алле от ожидаемой полезности предпочтений риска, так и отклонениям типа Эллсберга от вероятностных ожиданий. Одна из таких моделей, которую аксиоматизировали Ицхак Гильбоа и Дэвид Шмейдлер , известна как «максимин ожидаемой полезности» («maximin expected utility»), основана на функции полезности и наборе субъективных вероятностных распределений наступлений событий. Она предполагает, что люди оценивают решения на основе минимальной ожидаемой полезности по этому классу распределений. Ещё одна важная модель, которую также аксиоматизировали Ицхак Гильбоа и Давид Шмайдлер, известна как «ожидаемая полезность Шоке», основана на функции полезности, но заменяет классические (например, аддитивную) вероятностную меру субъективной ожидаемой полезности на неаддитивную меру по событиям. Она также заменяет стандартную формулу ожидаемой полезности альтернативным понятием ожидания в отношении этой неаддитивной меры.